# VLHC
VLHC (англ. Very Large Hadron Collider) — проект коллайдера на встречных протонных пучках на энергию 175 ТэВ в системе центра масс.
VLHC задумывался как логическое продолжение LHC, с переходом в новую недоступную прежде область энергий. Проект предполагает строительство двух сверхпроводящих колец, размещённых в одном тоннеле периметром 233 км, с двумя местами встречи и детекторами. На первой стадии планируется получить светимость 1034 см−2c−1 на энергии 40 ТэВ, на второй стадии светимость 2⋅1034 см−2c−1, на полной энергии 175 ТэВ в с.ц.м. Предлагалось строить VLHC на базе национальной лаборатории Фермилаб, чтобы использовать существующий ускорительный комплекс Теватрон в качестве инжектора. По предварительным оценкам первая стадия могла бы быть построена в течение 10 лет с момента старта финансирования.
Проект более или менее активно развивался в конце 1990-х, начале 2000-х годов, однако в связи с общим снижением интереса мирового сообщества к физике высоких энергий и очень высокой стоимостью VLHC, в последние годы проект замер.